# Utsukushii rinjin
Utsukushii rinjin (美しい隣人?), noto anche con il titolo internazionale in lingua inglese The Beautiful Neighbor, è una serie televisiva giapponese del 2011.

## Trama
Eriko vive con il marito Shinji Yano e con il piccolo figlio Shun una vita felice; Shinji è costretto a effettuare numerose trasferte di lavoro, ma Eriko non ha mai dubitato della sua fedeltà. Inoltre, la donna è costantemente turbata da una disgrazia avvenuta l'anno precedente, culminata nell'annegamento di un bambino della stessa età di Shinji. L'equilibrio della famiglia Yano viene infranto con l'arrivo di Saki Amihama, che si trasferisce nella casa vicina e, sotto l'apparenza di un comportamento gentile e affabile, inizia a tramare contro di loro.

## Distribuzione
Utsukushii rinjin è stato trasmesso su Fuji Television e KTV dall'11 gennaio al 15 marzo 2011, per un totale di dieci episodi. L'opera ha avuto nel 2013 un prequel con la medesima protagonista, intitolato Saki.